# 송진훈
송진훈(宋鎭勳, 1941년 ~ )은 대한민국의 대법관을 역임한 법조인이다. 본관은 은진이다. 서울행정법원장과 경찰위원회 위원장을 지낸 송진현이 동생이다.

## 생애
대구광역시에서 태어나 경북고등학교와 서울대학교 법과대학을 졸업하고 고등고시 16회에 합격하여 1968년 광주지방법원 판사를 시작으로 대구지방법원 부장판사, 대구지방법원 울산지원장, 대구지법원장 등을 역임하였다. 1997년 2월 김영삼 대통령에 의해 대법관에 임명되었으며 2003년 2월 17일 대법관에서 퇴임하면서 변호사 개업 논란이 있자 "아직 사회활동을 할 수 있는 나이인데다 사회에서 할만한 다른 역할이 없다"는 이유로 법무법인 태평양에서 고문 변호사로 활동하였다.

## 주요 판결
- 대구고등법원 형사부에서 재직하던 1977년 5월 14일에 양장지 등을 밀수하여 적발된 피고인에 대한 특가법 위반 사건에서 주심 판사를 맡아 징역1년3월 벌금 691만원을 선고하면서 "벌금의 하한은 원칙적으로 감경되지 않으나 상한액 10배를 하한액인 5배로 감경할 수 있음은 하한액 5배도 다시 절반인 2.5배로 낮추어질 수 있다고 보는 것이 옳다"고 하면서 하한액의 절반까지 벌금을 감경하는 첫 판결을 했다.[2]
- 대구고등법원 형사부 재판장으로 재직하던 1991년 1월 31일에 영천시 폭력조직 소야파와 우정파 30명에 대해 "범죄단체조직죄가 인정되지 않는다"며 우정파 두목 등 6명에게 무죄를 선고했다.[3]
- 1991년 1월 28일에 있었던 선고공판에서 상대방 폭력조직원에 대해 손목을 자르고 다른 폭력조직과 세력다툼을 벌였던 영천시를 거점으로 활동한 폭력조직 우정파 조직원 6명에 대해 "범죄조직단체라고 볼 수 없다"는 이유로 무죄판결했다.[4]
- 노태우 대통령이 자신의 비자금 중에서 362억원을 손아랫 동서였던 정태수 한보그룹 회장 명의로 실명전환했다가 검찰에 의해 금융기관의 금융실명제 관련 업무를 방해한 혐의로 기소됐다가 1심 유죄판결을 뒤집고 항소심에서 무죄판결난 사건에서 대법원 전원 합의체에서 8:5 무죄확정할 때 다수의견에 대한 보충의견으로  "차명거래라도 명의가 실명이라면 비실명자산이 아니고 실명전환 대상이 아니다"고 밝혔다. 이는 이후 이건희 삼성그룹 회장의 차명계좌에 대해 금융위원회가 "차명계좌 실명전환 대상 아니다"라고 판단하는 근거가 되었다.[5]